# Euproctis aeola
Euproctis aeola är en fjärilsart som beskrevs av Collenette 1947. Euproctis aeola ingår i släktet Euproctis och familjen tofsspinnare. Inga underarter finns listade i Catalogue of Life.